# Greater Victoria
Greater Victoria (in italiano Grande Victoria) è la regione delle Seychelles che comprende la capitale Victoria, per una popolazione totale di 24 970 abitanti, circa un terzo della popolazione totale delle Seychelles.
Il territorio della regione, situata sul lato nord-orientale dell'isola di Mahé, è diviso in otto distretti, tre dei quali (i primi tre nel seguente elenco) formano la città di Victoria propriamente detta:
- La Rivière Anglaise;
- Mont Fleuri;
- Saint Louis;
- Bel Air;
- Les Mamelles;
- Mont Buxton;
- Plaisance;
- Roche Caiman.